# Liceul Pedagogic „Dimitrie Țichindeal” din Arad
Liceul Pedagogic „Dimitrie Țichindeal” este urmașul școlii pedagogice întemeiate în 1812 sub auspiciile Episcopiei Aradului, sub denumirea de Preparandia Română din Arad. 

## Lista directorilor
- Dimitrie Țichindeal (1812)
- Ioan Mihuț (1814)
- Constantin Diaconovici Loga (1816)
- Dimitrie Constantini (1824)
- Constantin Ioanovici (1842)
- Alexandru Gavra (1845)
- Ioan Popoviciu (1853)
- Alexandru Gavra (1865)
- Augustin Hamsea (1875)
- Ioan Russu (1881)
- Vasile Mangra (1882)
- Constantin Gurban (1883)
- Ioan Mețianu (1884)
- Iosif Goldiș (1885)
- Augustin Hamsea (1887)
- Roman Ciorogariu (1901)
- Iosif Olariu (1917)
- Teodor Botiș (1918)
- Consuela Langier (1920)
- Ștefan Ciuceanu (1923)
- Teodor Botiș (1927)
- Terenție Olariu (1929)
- Caius Lepa (1935)
- Octavian Dobaș (1940)
- Dumitru Irimescu (1949)
- Martin Nacht (1950)
- Petru Buzgău (1951)
- Mihalache Păun cel mic (1952)
- Petru Buzgău (1954)
- Eduard Găvănescu (1955)
- Vasile Popeangă (1961)
- Maria Socoliuc (1978)
- Nicolae Roșuț (1980)
- Melania Popa (1981)
- Mihail Pascu (1987)
- Anton Ilica (1990)
- Constantin Ghiță (23 sept 1997-23 feb. 1998)
- Doru Bogdan (1998)
- Alexandru Blaga (2002)
- Sorin Haiduc (prezent)

## Bibilografie
- Vasile Man, Școli arădene vol. 1, Arad, Editura Gutenberg,2002